# クレセントシティ (カリフォルニア州)
クレセントシティ（英: Crescent City）は、アメリカ合衆国カリフォルニア州北部デルノルト郡の都市であり同郡の郡庁所在地である。市南部の砂浜が三日月形をしていることから市名が名付けられた。2010年国勢調査での人口は7,643人だったが、2020年国勢調査では6,673人となり、13%減少している。これには市域内にあるペリカン湾州立刑務所の収監者数も含まれている。市内にはレッドウッド国立公園事務所がある。

## 地理
クレセントシティは北緯41度45分21秒 西経124度12分6秒 / 北緯41.75583度 西経124.20167度に位置する。アメリカ合衆国国勢調査局に拠れば、市域全面積は2.1平方マイル (5.3 km2)であり、このうち陸地は1.8平方マイル (4.6 km2)、水域は0.3平方マイル (0.7 km2)で水域率は13.59％である。
カリフォルニア州とオレゴン州の州境から約20マイル (32 km) 南にある。
太平洋に注ぐエルク・クリークの河口が市内にある。

### 気候
クレセントシティの気候はケッペンの気候区分では地中海性気候(Csb)に分類されるものの、乾燥しがちなロサンゼルスやサンディエゴなど州南部とは異なり、州内でも最も雨の多い場所となっている。年間降水量は70インチ (1,778 mm) に達する。雨の多い季節は10月から3月であり、最も雨の多い月は1月で平均13.3インチ (338 mm)に達する一方、最も少ない月は7月で平均0.5インチ (13 mm) に満たず、冬季と夏季の降水量の差が際立っている。1月の平均最高気温は53 °F (12 ℃)、最低気温は39 °F (4 ℃) である。8月の平均最高気温は67 °F (19 ℃)、最低気温は50 °F (10 ℃) である。年間平均で32 °F (0 ℃) を下回る日は15日ある。
過去最高気温は1964年9月24日、1970年6月1日および1991年10月10日の93 °F (34 ℃)、最低気温は1990年12月21日の19 °F (-7 ℃) である。
月間降水量が最も多かったのは1973年11月の31.25インチ (794 mm) だった。24時間雨量で最大だったのは1995年1月9日の7.73インチ (196 mm) だった。月間および24時間の降雪量が最大だったのは1972年1月6日の6.0インチ (15.2 cm) だった。
| クレセントシティの気候                | クレセントシティの気候 | クレセントシティの気候 | クレセントシティの気候 | クレセントシティの気候 | クレセントシティの気候 | クレセントシティの気候 | クレセントシティの気候 | クレセントシティの気候 | クレセントシティの気候 | クレセントシティの気候 | クレセントシティの気候 | クレセントシティの気候 | クレセントシティの気候 |
| 月                                    | 1月                    | 2月                    | 3月                    | 4月                    | 5月                    | 6月                    | 7月                    | 8月                    | 9月                    | 10月                   | 11月                   | 12月                   | 年                     |
| ------------------------------------- | ---------------------- | ---------------------- | ---------------------- | ---------------------- | ---------------------- | ---------------------- | ---------------------- | ---------------------- | ---------------------- | ---------------------- | ---------------------- | ---------------------- | ---------------------- |
| 平均最高気温 °C （°F）                | 12 (54)                | 12 (54)                | 13 (55)                | 14 (57)                | 16 (60)                | 17 (63)                | 18 (65)                | 19 (66)                | 19 (66)                | 17 (63)                | 14 (57)                | 12 (54)                | 15.3 (59.5)            |
| 平均最低気温 °C （°F）                | 4 (40)                 | 5 (41)                 | 6 (42)                 | 6 (43)                 | 8 (46)                 | 9 (48)                 | 10 (50)                | 11 (51)                | 9 (49)                 | 7 (45)                 | 6 (42)                 | 4 (39)                 | 7.04 (44.67)           |
| 降水量 mm （inch）                    | 257.8 (10.15)          | 233.2 (9.18)           | 234.2 (9.22)           | 130.3 (5.13)           | 79.5 (3.13)            | 39.9 (1.57)            | 10 (.4)                | 18.8 (.74)             | 42.4 (1.67)            | 115.8 (4.56)           | 249.9 (9.84)           | 285.2 (11.23)          | 1,697.2 (66.82)        |
| 出典：The Weather Channel August 2010 |                        |                        |                        |                        |                        |                        |                        |                        |                        |                        |                        |                        |                        |

### 津波

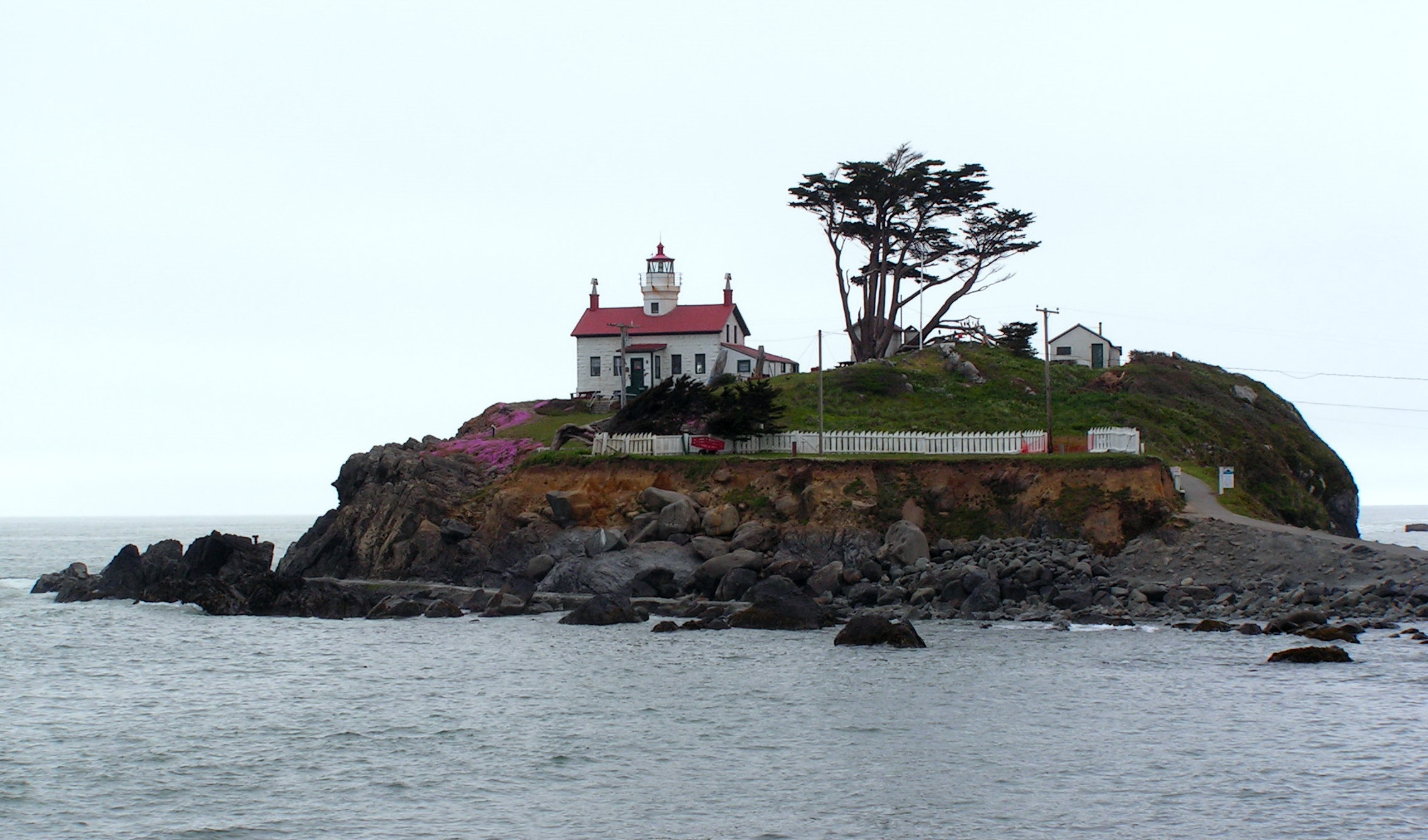
バッテリーポイント灯台

クレセントシティは津波の被害を受ける可能性がある。ハンボルト州立大学に拠れば、1943年から1994年の間に17回の津波が観測された。これらの津波の影響は認知できる程度だったが、特に1964年の津波では広範な被害を受けた。
1964年3月27日、アラスカ州アンカレッジ沖でグッドフライデイ地震が起こり、震源近くでは山崩れを発生させ、津波が3時間の内に太平洋を横切ってアメリカ合衆国西海岸のワシントン州に達した。この津波でドックや、船、車、海岸の住居を破壊し、川を遡って同じような被害を出させ、さらに海岸を下り続けた。
それから1.5時間後を初めとして2時間の間に4つの波がクレセントシティを襲った。この波が収まったとき、建物289棟が破壊され、1,000台の自動車と25隻の大型漁船が潰れ、12人の死亡が確認され、100人以上が負傷し、多くの人が行方不明となった。市内の60ブロックが浸水し、30ブロックは破壊された。行方不明者の多くがその後見つかったが、全てがはっきりした訳ではなかった。保険調査員は地震でアンカレッジに及ぼした被害よりも、クレセントシティのブロック毎の津波による被害額の方が大きかったと見積もった。
この津波はアメリカ西海岸を下り、他でも死者を出し、物損を与えたが、クレセントシティほど大きな被害を出した所は無かった。クレセントシティはその海岸の地形、地震の伝播線に対する位置、コブ海山など海底の地形、および市に近い川の位置など津波の被害が拡大する要素がある。家屋、建物およびインフラは間もなく再建されたが、人命、資産おおび経済の破壊から立ち直るまでには長い期間を要した。
クレセントシティは今日津波に対する備えを行っている。2005年6月14日にマグニチュード7.0の地震が90マイル (144 km) 沖で発生したときに、それが験された。津波警報が発されてから20分ほどで市内の大半が避難を終えたが、津波は観測されなかった。
2006年11月15日に西太平洋千島列島の新知島沖で発生した千島列島沖地震（マグニチュード8.3）では津波警報が発令されたが1時間後に解除された。しかし、その地震が原因とされる高波がクレセントシティ港を襲い、3つのドックと幾隻かの船に被害を出させた。アーノルド・シュワルツェネッガー州知事は非常事態宣言を発した。この宣言が出たことで、被害を受けた地域は損害を補修するための連邦政府非常事態救済資金の手当てを受ける資格ができた。
2011年3月11日に三陸沖で発生した東北地方太平洋沖地震（マグニチュード9.0）では最大で約2.5mの高さの津波が到達し、それにより35隻以上のボートが被害を受けた。また数人が津波にさらわれ、そのうち1人が死亡した。

## 政治
カリフォルニア州議会では、上院の第4および下院の第1選挙区に属している。連邦議会下院ではカリフォルニア州第1選挙区に属しており、クック投票動向指数は民主党+10である。2010年時点で州上院議員以外の2議席を民主党議員が務めている。

## 人口動態
以下は2000年の国勢調査による人口統計データである。
| 基礎データ - 人口: 4,006人（2009年推計では7,789人） - 人口密度: 868.9/人/km2（2,252.2人/mi2） - 住居数: 1,754軒 - 住居密度: 380.5軒/km2（986.1軒/mi2） 人種別人口構成 - 白人: 78.3% - アフリカン・アメリカン: 0.5% - ネイティブ・アメリカン: 6.1% - アジア人: 4.6% - 太平洋諸島系: 0.1% - その他の人種: 4.3% - 混血: 6.0% - ヒスパニック・ラテン系: 11.0% 年齢別人口構成 - 18歳未満: 30.1% - 18-24歳: 11.1% - 25-44歳: 26.7% - 45-64歳: 18.2% - 65歳以上: 13.9% - 年齢の中央値: 32歳 - 性比（女性100人あたり男性の人口） - 総人口: 85.9 - 18歳以上: 82.4 | 世帯と家族（対世帯数） - 18歳未満の子供がいる: 35.6% - 結婚・同居している夫婦: 33.4% - 未婚・離婚・死別女性が世帯主: 20.5% - 非家族世帯: 41.7% - 単身世帯: 35.8% - 65歳以上の老人1人暮らし: 13.6% - 平均構成人数 - 世帯: 2.40人 - 家族: 3.12人 収入と家計 - 収入の中央値 - 世帯: 20,133米ドル - 家族: 22,058米ドル - 性別 - 男性: 36,667米ドル - 女性: 19,922 米ドル - 人口1人あたり収入: 12,833米ドル - 貧困線以下 - 対人口: 34.6% - 対家族数: 33.7% - 18歳未満: 46.6% - 65歳以上: 4.8% |

## 交通
高規格道路としてアメリカ国道101号線が市内を通り、北のオレゴン州海岸と南のユーレカを繋いでいる。アメリカ国道199号線はクレセントシティの直ぐ北で始まり北東のグランツパスに向かっている。
スカイウエスト航空がユナイテッド・エキスプレス便としてジャック・マクナマラ空港発着の旅客便を運航している。その大半はサンフランシスコ国際空港とを繋ぐものである。またアーケータ・ユーレカ空港を経由してサクラメント国際空港に行く便も1日1便ある。
地元の公共交通はレッドウッド海岸交通と様々なタクシー会社が運行しており、アムトラックの旅客列車に接続している。
クレセントシティ港は、サケ、エビ、マグロ、タラおよびアメリカイチョウガニを獲る漁船の母港である。他に漁業や非漁業に関連する事業や港湾管理の事務所もある。港にはプレジャーボートの係留所もある。

### 歴史的な船舶
クレセントシティは、1848年にマサチューセッツ州メドフォードのジョシュア・T・フォスターが建造したスクーナー船（113トン）の名前だった。1906年に建造されたクレセントシティという名の船は元ジム・バトラーという名であり、ワシントン州アバディーンでリンドストローム造船会社が建造した701トンの蒸気スクーナー船だった。この船は1827年にチャンネル諸島のサンタクルーズ島沖で難破した。

## 見どころと施設

### クレセントシティ所有
- バッテリーポイント灯台
- デルノルト郡歴史社会主博物館
- オーシャンワールド
- ビーチフロント公園
- クレセントシティ港
- SSエミディオの残骸、第二次世界大戦中カリフォルニア海岸で日本軍に最初に沈められた艦船

毎年7月4日の独立記念日には近隣で花火大会が開催される。

### ショッピング
市内には様々なショッピング施設がある。
- グロサリーストア: セイフウェイ、グロサリーアウトレット、ショップスマート、レイズ・フードプレース
- 百貨店: ドラーツリー、ウォルマート、ペイレス・シュー・ソース
- ドラッグストア: ウォルグリーン、ライト・エイド
- ハードウェア: エース・ハードウェア、ザ・ホーム・デポ、コースト・トゥルー・バリュー
- ファストフード: マクドナルド、バーガーキング、タコベル、KFC、ジャック・イン・ザ・ボックス、スターバックス、ダッチブラザーズ、サブウェイ（2店）、ピザハット
- 映画館: クレセントシティ・シネマズ、スポットライト・ビデオ、レッズ・ドライブイン
- 銀行: アメリカ銀行、バンク・オブ・アメリカ、トリカウンティーズ銀行、コーストセントラル信用組合、チェトコフェデラル信用組合、チェイス銀行、ノースバレー銀行
- ホテル: ハンプトン・イン・アンド・スイーツ、クォリティ・イン、ベストウェスタン、ノースウッズ・イン、アンカービーチ・イン、ライトハウス・イン、カーリー・レッドウッド・ロッジ、スーパー8モーテル、エコノ・ロッジ、アメリカズ・ベストバリュー・イン、タウンハウス・モーテル、フロントストリート・イン

中心街事業地区には多くの小型店舗も多い。

### 近隣
- セントジョージ・リーフ灯台
- レッドウッド国立州立公園
- デルノルト海岸レッドウッド州立公園

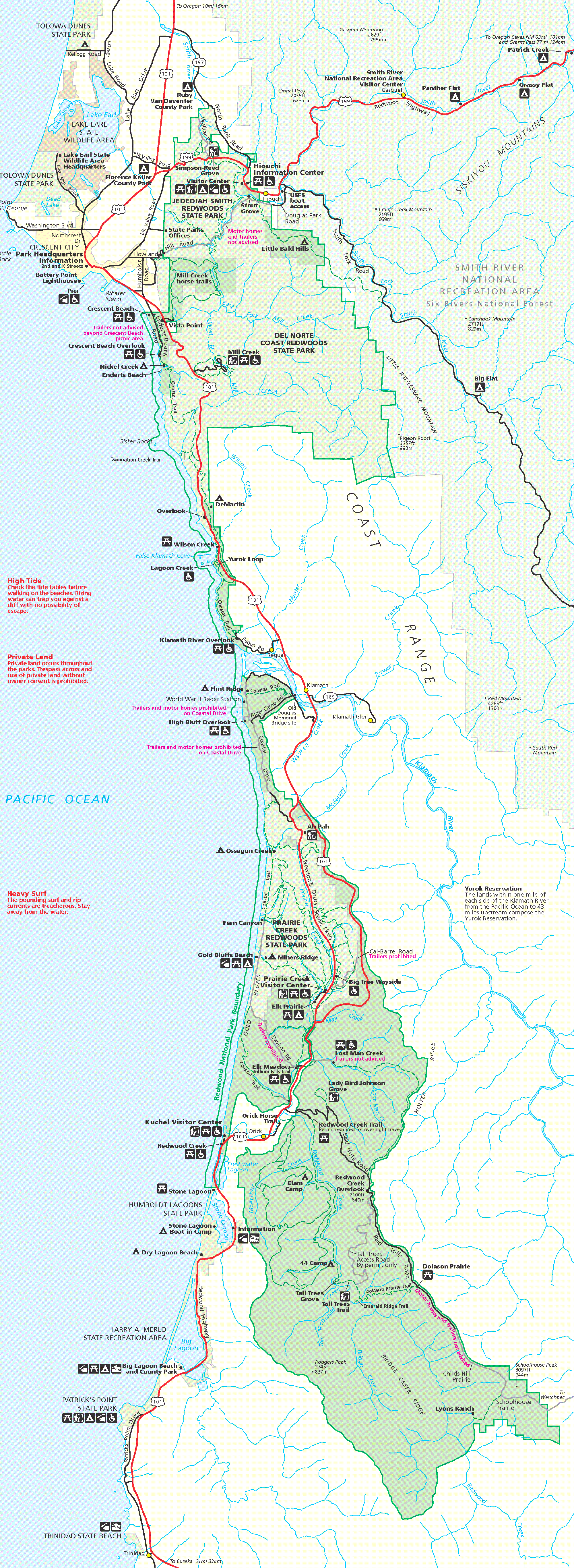
クレセントシティ近郷の地図

- ジェデディア・スミス・レッドウッド州立公園
- スミス川国立レクリエーション地域
- ミステリーの木
- ペリカン湾州立刑務所
- エルクバレー・カジノ
- デルノルト・ゴルフコース
- ロスト・モナーク — セコイアの木の中で体積最大のもの

## 著名な出身者と住人
- バック・ピアス、アメリカンフットボール選手、カナディアン・フットボール・リーグのBCライオンズ
- デリック・ジェンセン、環境保護運動家、著作家
- ロバート・スワンソン、シーサイド病院の初代かつ最長の病院監督官（1955年-1986年）、看護師長リチャード・クーパーと共に1980年に郡内では初のICU（集中治療室）を造った。

## 教育
クレセントシティ市内の公立学校はデルノルト郡全体の公立学校を管轄するデルノルト郡統一教育学区に含まれている。市内には次の学校がある。
- デルノルト高校[15]
- ベス・マクセル小学校[16]
- キャッスルロック・チャータースクール[17]
- クレセントエルク中学校[18]
- メアリー・ピーコック小学校[19]
- ジョー・ハミルトン小学校[20]
- パイングローブ小学校[21]